# モッタ・デ・コンティ
モッタ・デ・コンティ（イタリア語: Motta de' Conti）は、イタリア共和国ピエモンテ州ヴェルチェッリ県にある、人口約700人の基礎自治体（コムーネ）。

## 地理

### 位置・広がり
| 隣接するコムーネは以下の通り。括弧内のPVはパヴィーア県、ALはアレッサンドリア県 所属を示す。 - カンディア・ロメッリーナ (PV) - カレザーナ - カザーレ・モンフェッラート (AL) - ランゴスコ (PV) - ヴィッラノーヴァ・モンフェッラート (AL) |